# Église Sainte-Christine de Saint-Flour
L'église Sainte-Christine de Saint-Flour est une église catholique située à Saint-Flour, dans le département du Cantal.

## Histoire
Le faubourg du Pont possède déjà une chapelle dédiée à sainte Christine en 1250, située à proximité du pont et de sa recluserie, et affiliée à un hôpital. Vers la fin du XVIe siècle, les Franciscains, implantés en France, s'établissent à Saint-Flour et y annexent leur couvent, souvent désigné sous le nom de chapelle des Cordeliers. À la Révolution, les édifices sont confisqués et cédés à la municipalité. Après avoir été restituée au culte, la chapelle prend le nom d'église Sainte-Christine avec la création de la paroisse du même nom. En 1808, un feu éclate, provoquant la destruction d'une portion des constructions.
À partir de 1835, la paroisse demande le soutien financier de l'État afin de rénover l'église. En 1850, la décision de construire un nouvel édifice religieux est prise. Les travaux sont confiés au maître-maçon François Missonier, et le 23 juillet 1853, l'église, presque entièrement achevée, est inaugurée pour le culte.

## Description
Le clocher à flèche de l'église n'a été construit qu'en 1890. À l'intérieur se trouve un autel en granit du Tarn et une peinture représentant le Christ en croix, créée par Édouard Onslow.

## Valorisation du patrimoine
En 2019, d'importants travaux sont entrepris pour garantir la sécurité et restaurer l'édifice religieux.